# 福田虎亀

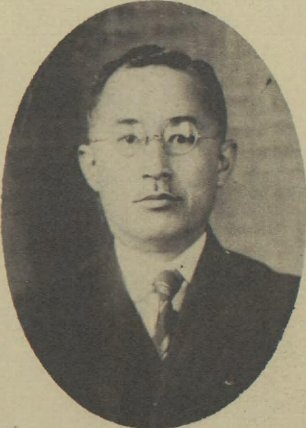
福田虎亀

福田 虎亀（ふくだ とらかめ / とらき、1884年（明治17年）7月27日 - 1970年（昭和45年）2月15日）は、日本の内務官僚、政治家。熊本市長、官選山梨県知事、衆議院議員。俳句を嗜み「石馬」と号した。

## 経歴
熊本県玉名郡伊倉村（現在・玉名市）出身。福田恭敬の長男として生まれる。熊本県立熊本中学校、官立第五高等学校を経て、1912年7月に東京帝国大学法科大学法律学科（独法）を卒業。1913年11月、文官高等試験行政科試験に合格。1914年（大正3年）内務省に入省し同年4月に熊本県属となる。
以後、熊本県警部、同葦北・阿蘇・飽託の各郡長、愛知県理事官、福島県警察部長、岡山県警察部長、警察講習所教授兼内務事務官、富山県書記官・内務部長、福岡県若松市長、京都府内務部長などを歴任。
1931年（昭和6年）6月27日、山梨県知事に就任したが、同年12月18日に休職。1932年（昭和7年）1月29日、依願免本官となり退官した。同年2月、第18回衆議院議員総選挙で山梨県選挙区に立憲民政党から出馬し当選。のち国民同盟に属し、衆議院議員を一期務めた。さらに神戸市助役に就任。
1946年、第13代熊本市長となり、翌年公選制で第14代熊本市長に選出された。水道増設、熊本市電再建、母子寮設置など戦後復興と民政安定に努めた。勲三等旭日中綬章受章。
晩年は熊本市内に居を構えていた。1970年2月15日、肺癌のため東京都内の虎の門病院にて死去。85歳。

## 親族
- 弟: 福田良三（明治22年11月1日～昭和55年3月26日） 海軍中将[要出典]
- 弟:  福田房雄　医学博士[要出典]
- 弟: 黒川武雄（明治26年3月5日～昭和50年3月8日） 虎屋15代目当主、参議院議員、厚生大臣、夫人（黒川算子(カズコ)）は虎屋14代目当主 黒川光景の長女[要出典]